# Janusz Bobik
Janusz Bobik (Środa Śląska, 17 de diciembre de 1955) es un jinete polaco que compitió en la modalidad de salto ecuestre. Participó en los Juegos Olímpicos de Moscú 1980, obteniendo una medalla de plata en la prueba por equipos (junto con Marian Kozicki, Jan Kowalczyk y Wiesław Hartman).

## Palmarés internacional
| Juegos Olímpicos | Juegos Olímpicos | Juegos Olímpicos | Juegos Olímpicos |
| Año              | Lugar            | Medalla          | Categoría        |
| ---------------- | ---------------- | ---------------- | ---------------- |
| 1980             | Moscú (URSS)     | Medalla de plata | Por equipos      |